# رافاييل سيرجيو
رافاييل سيرجيو (بالإيطالية: Raffaele Sergio)‏ هو مدرب كرة قدم ولاعب كرة قدم إيطالي، ولد في 27 أغسطس 1966 في كافا دي تيريني في إيطاليا. شارك مع منتخب إيطاليا لكرة القدم. أما مع النوادي، فقد لعب مع نادي أنكونا ونادي أودينيزي ونادي بينيفينتو ونادي تورينو ونادي لاتسيو ونادي مانتوفا ونادي نابولي.

## وصلات خارجية
- رافاييل سيرجيو على موقع قاعدة بيانات كرة القدم.إي يو (الإنجليزية)